# The Masked Singer/Staffel 2

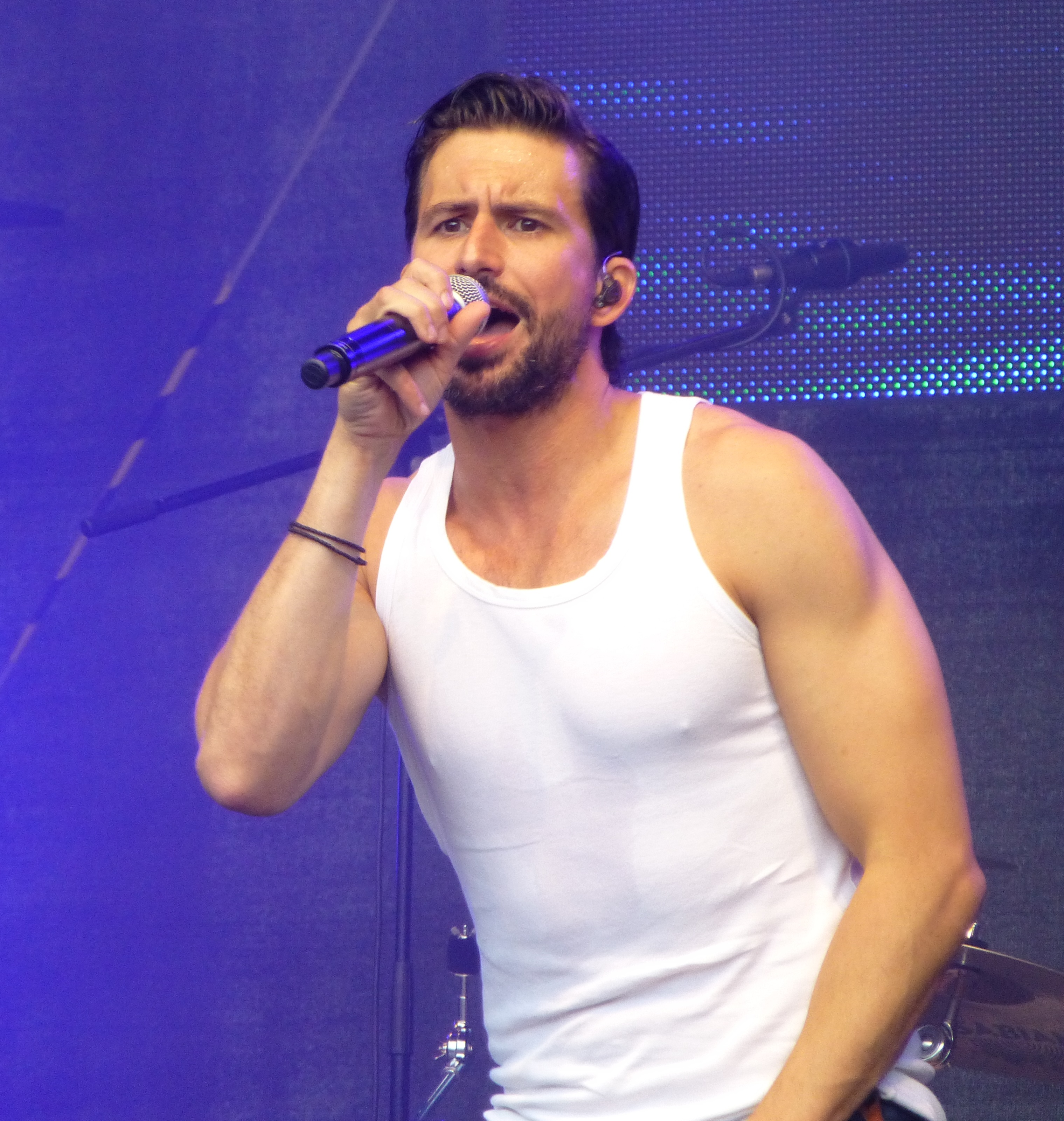
Tom Beck, Sieger der zweiten Staffel

Die zweite Staffel von The Masked Singer wurde ab dem 10. März 2020 auf ProSieben ausgestrahlt.
Am 12. März gab ProSieben bekannt, als Vorsichtsmaßnahme gegen die Ausbreitung des Coronavirus bis auf Weiteres alle Shows, darunter The Masked Singer, ohne Studiopublikum zu produzieren. Am 29. März teilte ProSieben mit, aufgrund von zwei COVID-19-Infektionen innerhalb des Teams die Show zu unterbrechen und ab dem 14. April fortzusetzen. Am 28. April fand das Finale statt, Gastmitglied des Rateteams war Vorjahressieger Max Mutzke. Es wurde bekanntgegeben, dass Gregor Meyle und Tom Beck an COVID-19 erkrankt waren.

## Rateteam
| Folge | Ständige Mitglieder | Ständige Mitglieder | Gastmitglied    |
| ----- | ------------------- | ------------------- | --------------- |
| 1     | Ruth Moschner       | Rea Garvey          | Carolin Kebekus |
| 2     | Ruth Moschner       | Rea Garvey          | Elton           |
| 3     | Ruth Moschner       | Rea Garvey          | Luke Mockridge  |
| 4     | Ruth Moschner       | Rea Garvey          | Bülent Ceylan   |
| 5     | Ruth Moschner       | Rea Garvey          | Conchita Wurst  |
| 6     | Ruth Moschner       | Rea Garvey          | Max Mutzke      |

## Teilnehmer
| Platz | Kostüm     | Person              | Bekannt als                                  | Aus in Folge | Quelle |
| ----- | ---------- | ------------------- | -------------------------------------------- | ------------ | ------ |
| 1     | Faultier   | Tom Beck            | Schauspieler, Sänger                         | 6            | [ 5 ]  |
| 2     | Wuschel    | Mike Singer         | Singer-Songwriter                            | 6            | [ 6 ]  |
| 3     | Drache     | Gregor Meyle        | Musiker                                      | 6            | [ 7 ]  |
| 4     | Hase       | Sonja Zietlow       | Moderatorin                                  | 6            | [ 8 ]  |
| 5     | Chamäleon  | Dieter Hallervorden | Schauspieler, Kabarettist, Moderator, Sänger | 5            | [ 9 ]  |
| 6     | Roboter    | Caroline Beil       | Schauspielerin, Moderatorin                  | 4            | [ 10 ] |
| 7     | Göttin     | Rebecca Immanuel    | Schauspielerin                               | 3            | [ 11 ] |
| 08 2  | Kakerlake  | Angelo Kelly        | Komponist, Musiker                           | 3            | [ 12 ] |
| 9     | Fledermaus | Franziska Knuppe    | Model, Schauspielerin                        | 2            | [ 13 ] |
| 10    | Dalmatiner | Stefanie Heinzmann  | Sängerin                                     | 1            | [ 14 ] |

## Folgen
|    | Kostüm     | Lied, Originalinterpret                                            | Ergebnis      |
| -- | ---------- | ------------------------------------------------------------------ | ------------- |
| 1  | Roboter    | Harder, Better, Faster, Stronger – Daft Punk / La traviata – Verdi | Vielleicht    |
| 2  | Wuschel    | Crazy – Gnarls Barkley                                             | Gewonnen      |
|    |            |                                                                    |               |
| 3  | Kakerlake  | Gangsta’s Paradise – Coolio                                        | Gewonnen      |
| 4  | Hase       | A Night Like This – Caro Emerald                                   | Vielleicht    |
|    |            |                                                                    |               |
| 5  | Faultier   | Boombastic – Shaggy                                                | Gewonnen      |
| 6  | Dalmatiner | Diamonds Are a Girl’s Best Friend – Carol Channing                 | Ausgeschieden |
|    |            |                                                                    |               |
| 7  | Fledermaus | Bad Guy – Billie Eilish                                            | Vielleicht    |
| 8  | Göttin     | Stairway to Heaven – Led Zeppelin                                  | Gewonnen      |
|    |            |                                                                    |               |
| 9  | Chamäleon  | Dance Monkey – Tones and I                                         | Vielleicht    |
| 10 | Drache     | Frozen – Madonna                                                   | Gewonnen      |

|   | Kostüm     | Lied, Originalinterpret                                      | Ergebnis      |
| - | ---------- | ------------------------------------------------------------ | ------------- |
| 1 | Kakerlake  | California Love – 2Pac featuring Dr. Dre / Hey Ya! – Outkast | Vielleicht    |
| 2 | Faultier   | Kiss – Prince                                                | Gewonnen      |
|   |            |                                                              |               |
| 3 | Chamäleon  | Bella ciao                                                   | Gewonnen      |
| 4 | Göttin     | Rise Like a Phoenix – Conchita Wurst                         | Vielleicht    |
| 5 | Wuschel    | Blinding Lights – The Weeknd                                 | Gewonnen      |
|   |            |                                                              |               |
| 6 | Fledermaus | Beat It & Bad – Michael Jackson                              | Ausgeschieden |
| 7 | Drache     | Black Hole Sun – Soundgarden                                 | Gewonnen      |
|   |            |                                                              |               |
| 8 | Hase       | Dear Future Husband – Meghan Trainor                         | Vielleicht    |
| 9 | Roboter    | Underneath – Adam Lambert                                    | Gewonnen      |

|   | Kostüm    | Lied, Originalinterpret                    | Ergebnis      |
| - | --------- | ------------------------------------------ | ------------- |
| 1 | Wuschel   | Can't Stop The Feeling – Justin Timberlake | Gewonnen      |
| 2 | Hase      | I Wanna Be Loved by You – Helen Kane       | Vielleicht    |
|   |           |                                            |               |
| 3 | Roboter   | The Winner Takes It All – ABBA             | Gewonnen      |
| 4 | Göttin    | Juice – Lizzo                              | Ausgeschieden |
|   |           |                                            |               |
| 5 | Chamäleon | Ring of Fire – Anita Carter                | Vielleicht    |
| 6 | Drache    | Set Fire to the Rain – Adele               | Gewonnen      |
| 7 | Faultier  | Volare – Domenico Modugno                  | Gewonnen      |

|          | Kostüm    | Lied, Originalinterpret           | Ergebnis      |                                                      |
| -------- | --------- | --------------------------------- | ------------- | ---------------------------------------------------- |
| 1        | Roboter   | Titanium – David Guetta feat. Sia | Vielleicht    |                                                      |
| 2        | Hase      | Big Spender – Cilla Black         | Gewonnen      |                                                      |
|          |           |                                   |               |                                                      |
| 3        | Drache    | Somewhere Only We Know – Keane    | Gewonnen      |                                                      |
| 4        | Wuschel   | Maniac – Michael Sembello         | Vielleicht    |                                                      |
|          |           |                                   |               |                                                      |
| 5        | Chamäleon | Azzurro – Adriano Celentano       | Vielleicht    |                                                      |
| 6        | Faultier  | Lemon Tree – Fools Garden         | Gewonnen      |                                                      |
| Sing-Off | Sing-Off  | Sing-Off                          | Sing-Off      | Indizien-Gegenstand                                  |
| 7        | Roboter   | Arcade – Duncan Laurence          | Ausgeschieden | Mit Diamanten besetzte Mutter und Schraubenschlüssel |
| 8        | Wuschel   | Naked – James Arthur              | Gewonnen      | Carrera-Bahn                                         |
| 9        | Chamäleon | Daddy Cool – Boney M.             | Gewonnen      | Paddel eines Fluglotsen                              |

|          | Kostüm    | Lied, Originalinterpret                        | Ergebnis      |                                                                                   |
| -------- | --------- | ---------------------------------------------- | ------------- | --------------------------------------------------------------------------------- |
| 1        | Chamäleon | D. I. S. C. O. – Ottawan                       | Vielleicht    |                                                                                   |
| 2        | Drache    | Beautiful – Christina Aguilera                 | Gewonnen      |                                                                                   |
|          |           |                                                |               |                                                                                   |
| 3        | Wuschel   | Valerie – The Zutons                           | Vielleicht    |                                                                                   |
| 4        | Hase      | The Shoop Shoop Song (It’s in His Kiss) – Cher | Vielleicht    |                                                                                   |
| 5        | Faultier  | See You Again – Wiz Khalifa feat. Charlie Puth | Gewonnen      |                                                                                   |
| Sing-Off | Sing-Off  | Sing-Off                                       | Sing-Off      | Indizien-Gegenstand                                                               |
| 6        | Chamäleon | Blame it on the Boogie – The Jackson 5         | Ausgeschieden | Goldfischglas mit Goldfisch, Kugelfisch und Zander sowie Angel mit Zahl 5         |
| 7        | Wuschel   | Treat You Better – Shawn Mendes                | Gewonnen      | Holz-Sonne mit Luke Mockridge darauf, mit 5 angeklebten US-5-Cent-Münzen (Nickel) |
| 8        | Hase      | (They Long to Be) Close to You – Carpenters    | Gewonnen      | Tafel: RHI B LEITG C ALEL A NIALGE D BENDANE                                      |

|         | Kostüm                                          | Lied, Originalinterpret                                             | Ergebnis      |                                  |
| ------- | ----------------------------------------------- | ------------------------------------------------------------------- | ------------- | -------------------------------- |
|         | Alle Teilnehmer der Staffel außer der Kakerlake | The Greatest Show – Hugh Jackman, Keala Settle, Zac Efron & Zendaya | –             |                                  |
| Runde 1 |                                                 |                                                                     |               |                                  |
| 1       | Hase                                            | Great Balls of Fire – Jerry Lee Lewis                               | Ausgeschieden |                                  |
| 2       | Drache                                          | Wonderful Life – Black                                              | Gewonnen      |                                  |
| 3       | Faultier                                        | The Lazy Song – Bruno Mars                                          | Gewonnen      |                                  |
| 4       | Wuschel                                         | My Way – Hervé Vilard                                               | Gewonnen      |                                  |
| Runde 2 | Runde 2                                         | Runde 2                                                             | Runde 2       | Indizien-Gegenstand              |
| 5       | Drache                                          | You Know My Name – Chris Cornell                                    | Ausgeschieden | Tafel MFG in Spiegelschrift      |
| 6       | Wuschel                                         | Durch den Monsun – Tokio Hotel                                      | Gewonnen      | Wollmütze                        |
| 7       | Faultier                                        | Say You Won’t Let Go – James Arthur                                 | Gewonnen      | Stein an Seil über Bord geworfen |
| Runde 3 |                                                 |                                                                     |               |                                  |
| 8       | Wuschel                                         | Naked – James Arthur                                                | Ausgeschieden |                                  |
| 9       | Faultier                                        | Kiss – Prince                                                       | Gewonnen      |                                  |

## Einschaltquoten
| Folge | Datum          | Zuschauer | Zuschauer       | Marktanteil | Marktanteil     | Quelle |
| Folge | Datum          | Gesamt    | 14 bis 49 Jahre | Gesamt      | 14 bis 49 Jahre | Quelle |
| ----- | -------------- | --------- | --------------- | ----------- | --------------- | ------ |
| 1     | 10. März 2020  | 3,32 Mio. | 2,18 Mio.       | 12,0 %      | 25,3 %          | [ 16 ] |
| 2     | 17. März 2020  | 4,13 Mio. | 2,65 Mio.       | 13,1 %      | 26,9 %          | [ 17 ] |
| 3     | 24. März 2020  | 4,26 Mio. | 2,68 Mio.       | 12,9 %      | 26,2 %          | [ 18 ] |
| 4     | 14. April 2020 | 3,88 Mio. | 2,45 Mio.       | 12,1 %      | 24,6 %          | [ 19 ] |
| 5     | 21. April 2020 | 3,94 Mio. | 2,46 Mio.       | 12,5 %      | 25,9 %          | [ 20 ] |
| 6     | 28. April 2020 | 5,34 Mio. | 3,38 Mio.       | 19,1 %      | 36,9 %          | [ 21 ] |
| ø     | ø              | 4,15 Mio. | 2,63 Mio.       | 13,6 %      | 27,6 %          | [ 22 ] |